# Centre royal de télédétection spatiale
Centre royal de télédétection spatiale (CRTS) är Marockos myndighet ansvarig för rymdfart.